# 阮朝策
阮朝策（1501年—？），字子定，湖廣黃州府麻城縣人，民籍，明朝政治人物。同進士出身。

## 生平
嘉靖元年（1522年）壬午科湖廣鄉試第八名舉人。嘉靖十七年（1538年）中式戊戌科會試第一百十名，登第三甲第一百九十九名進士。官浙江餘姚縣知縣。

## 家族
曾祖阮剛，縣丞；祖父阮大用，壽官；父阮圭，贈戶部主事。前母賀氏；母蔡氏（贈安人）。永感下。兄阮朝陽（贡士）、阮朝東（四川按察司提学副使）、朝南、朝端、朝随（贡士）、朝士、朝儀、朝倚、朝任。